# ميغيل ألميرون
ميغيل ألميرون (بالإسبانية: Miguel Almirón) (مواليد 10 فبراير 1994)، هو لاعب كرة قدم محترف من باراغواي، يلعب في خط وسط - مهاجم لنادي الدوري الإنجليزي الممتاز نيوكاسل يونايتد ولمنتخب باراغواي.
بدأ ألميرون مسيرته المهنية في سيرو بورتينو وانتقل إلى نادي لانوس في عام 2015. بعد فوزه بدوري الدرجة الأولى الأرجنتيني لعام 2016 وقع عقدًا مع نادي أتلانتا يونايتد مقابل 8 ملايين دولار. تم اختياره من قبل (الدوري الأمريكي لكرة القدم) كواحد من أفضل 11 لاعب في كل من موسمي الدوري الأمريكي لكرة القدم وتم اختياره كأفضل لاعب جديد في الدوري الأمريكي لهذا العام.
بعد أن ساهم في حصول أتلانتا على الكأس في الدوري الأمريكي لكرة القدم 2018، وقع عقدًا مع نيوكاسل مقابل 21 مليون جنيه إسترليني، وهو رقم قياسي للنادي وأعلى مبلغ للاعب في الدوري الأمريكي لكرة القدم.
ظهر ألميرون لأول مرة دوليًا مع باراغواي في عام 2015، ومثل بلاده في كوبا أمريكا في أعوام 2016 و 2019 و 2021.

## وصلات خارجية
- ميغيل ألميرون على موقع الاتحاد الدولي (مؤرشف)  (الإنجليزية)
- ميغيل ألميرون على موقع الاتحاد الأوربي (الإنجليزية)
- ميغيل ألميرون على موقع الدوري الأمريكي (الإنجليزية)
- ميغيل ألميرون على موقع إي إس بي إن إف سي (الإنجليزية)
- ميغيل ألميرون على موقع قاعدة بيانات كرة القدم.إي يو (الإنجليزية)
- ميغيل ألميرون على موقع ليكيب (الفرنسية)
- ميغيل ألميرون على موقع ناشيونال فوتبول تيمز (الإنجليزية)
- ميغيل ألميرون على موقع Soccerbase.com (لاعب) (الإنجليزية)
- ميغيل ألميرون على موقع Soccerway.com (الإنجليزية)
- ميغيل ألميرون على موقع عالم كرة القدم.نت (الإنجليزية)